# Daisen (Tottori)
Pour les articles homonymes, voir Daisen.
Daisen (大山町, Daisen-chō) est un bourg situé dans le district de Saihaku, dans la préfecture de Tottori, au Japon.

## Géographie

### Situation
Daisen est situé dans l'ouest de la préfecture de Tottori, sur la côte de la mer du Japon.

### Municipalités limitrophes
| mer du Japon | mer du Japon | Kotoura |
| Yonago       | Daisen       | Kotoura |
| Hōki         | Kōfu         | Kotoura |

### Topographie
Le volcan Daisen se trouve dans le sud du bourg.

### Démographie
Au 1er novembre 2019, la population de Daisen s'élevait à 16 233 habitants répartis sur une superficie de 189,83 km2.

### Climat
Daisen a un climat subtropical humide caractérisé par des étés chaux et humide, et des hivers froids. La température moyenne annuelle est de 14,4 °C. La pluviométrie annuelle moyenne est de 1 801,6 mm, septembre étant le mois le plus humide.

## Histoire
La région de Daisen faisait partie de l'ancienne province de Hōki. Durant l'époque d'Edo, elle était contrôlé par le clan Ikeda du domaine de Tottori. 
La bourg de Daisen a été créé la 28 mars 2005, de la fusion des bourgs de Nakayama et Nawa du district de Saihaku.

## Culture locale et patrimoine
- Daisen-ji
- Ōgamiyama-jinja
- Nawa-jinja

## Économie
L'usine principale de l'entreprise Family Inada, spécialisée en conception et fabrication de fauteuils de massage à usage domestique, est installée à Daisen.

## Transports
Daisen est desservi par la ligne principale San'in de la JR West.

## Jumelage
Daisen est jumelé avec Temecula, aux États-Unis.